# Artur Janicki
Artur Janicki (1 februari 1998) is een Poolse langebaanschaatser.

## Records

### Persoonlijke records
| Afstand      | Tijd     | Datum           | Baan       |
| ------------ | -------- | --------------- | ---------- |
| 500 meter    | 37,64    | 16 januari 2021 | Heerenveen |
| 1000 meter   | 1.13,37  | 26 januari 2019 | Inzell     |
| 1500 meter   | 1.47,18  | 7 februari 2020 | Calgary    |
| 3000 meter   | 3.49,14  | 19 oktober 2019 | Inzell     |
| 5000 meter   | 6.28,30  | 8 februari 2020 | Calgary    |
| 10.000 meter | 13.47,84 | 7 december 2019 | Nur-Sultan |

(laatst bijgewerkt: 16 januari 2021)

## Resultaten
| Jaar | EK Allround             | WK Afstanden                   | Olympische Spelen | WK Junioren         |
| ---- | ----------------------- | ------------------------------ | ----------------- | ------------------- |
| 2016 |                         |                                |                   | 38e 1500m 29e 5000m |
| 2017 |                         |                                |                   | DNF 1500m 31e 5000m |
|      |                         |                                |                   |                     |
| 2019 | NC12 (15e, 17e, 12e, -) |                                |                   |                     |
| 2020 |                         | 6e massastart                  |                   |                     |
| 2021 | NC18 (13e, 18e, 20e, -) | 8e massastart 8e achtervolging |                   |                     |
| 2022 |                         |                                | HF 11e massastart |                     |
| 2023 |                         | 6e achtervolging               |                   |                     |
| 2024 |                         | HF 9e massastart               |                   |                     |

(#, #, #, #) = afstandspositie op allroundtoernooi (500m, 5000m, 1500m, 10.000m).
NC12 = niet gekwalificeerd voor de laatste afstand, maar wel als 12e geklasseerd in de eindrangschikking